# شهرستان بورائو
شهرستان بورائو (به لاتین: Burao District) یک منطقهٔ مسکونی در سومالی‌لند است که در توگدیر واقع شده‌است.